# واجهة منصة عتاد الحاسوب
واجهة منصة عتاد الحاسب ((بالإنجليزية: Hardware Platform Interface)‏ اختصاراً بـ HPI) هي مواصفات مفتوحة والتي تُحدد واجهة برمجة التطبيقات (API) لكل مدير منصة أو نظام حاسب. الواجهة تدعم المهمات والتي تتضمن قراءة مستشعرات الحرارة والفولتية الموجودة في وحدة المعالج المركزي، تعديل مسجلات عتاد الحاسب، الدخول  والحصول على المعلومات لنظام الحاسب مثل رقم الموديل أو رقم السريال، وتنفيذ مزيد من العمليات المعقدة مثل: تحديث نظام الحاسب أو الكشف عن أخطاء النظام.
واجهة نظام الحاسب مصممة لكي تُستخدم كتحمل للأخطاء والتوفرية العالية لنظام الحاسب، حيث طبيعياً يشتمل هذا النظام علي خاصية اكتشاف الأخطاء وتوفير عتاد الحاسب لكي يوفر استمرارية عمل الخدمات. الخصائص الإضافية في عتاد الحاسب عامة تستخدم في برامج التوفر التي تتضمن  إمكانية الخدمات عبر الشبكة والتحديث من أجهزة النقل السريعة مثل: يو إس بي.
خصائص واجهة منصة عتاد الحاسب تتطورها وتنشرها منتدي توفير الخدمات (منتديات SA) ويتم نشرها مجاناً للعامة.

## التاريخ
كان الدافع الأساسي لتطوير مواصفات واجهة منصة عتاد الحاسب هو ظهور منصات أجهزة حاسوبية معيارية وأنظمة تجارية (COTS) في أواخر التسعينيات وأوائل الألفية الثانية. وشمل ذلك منصات منفذ الملحقات الإضافية المتراصة [الإنجليزية]، وفي وقت لاحق، منصتي اتصالات معمارية الحاسب المتطورة [الإنجليزية] و البطاقة الفرعية المتقدمة [الإنجليزية] الموحدة من مجموعة صناعة منفذ الملحقات الإضافية للكمبيوتر الصناعي [الإنجليزية] (PICMG). وتشمل هذه المنصات البنى التحتية لإدارة الأجهزة القائمة على واجهة إدارة المنصة الذكية [الإنجليزية] (IPMI). وفي الوقت نفسه، قام كبار موردي المؤسسات مثل هوليت-باكارد وآي بي إم أيضًا بتطوير أنظمة معيارية ونصولية (غير معيارية).
تم تحديد الحاجة إلى مواصفات واجهة منصة عتاد الحاسب لأول مرة من قبل مجموعة صناعية تسمى «منتدى توفير الخدمات»، والتي اجتمع لعدة أشهر في عام 2000 لمناقشة القضايا المتعلقة ببناء أنظمة الكمبيوتر عالية التوفر باستخدام تقنيات المعمارية المفتوحة [الإنجليزية]. نشرت هذه المجموعة ورقة بيضاء بعنوان "توفير حلول عالية بمعمارية مفتوحة" في أوائل عام 2001. وبدأت شركة إنتل في النمو من هذا العمل، وبدأت مشروعًا لتعريف واجهة برمجة التطبيقات القياسية لإدارة الأنظمة الأساسية المعينة باسم واجهة إدارة الهيكل العالمي (UCMI). تم نقل هذا العمل إلى منتدى توفير الخدمات الذي تم إنشاؤه حديثًا وتم نشره كواجهة منصة عتاد الحاسب في أكتوبر 2002. كانت مواصفات واجهة منصة عتاد الحاسب الأصلية، SAI-HPI-A.01.01، هي أول مواصفات نشرها منتدى توفير الخدمات.
من عام 2002 فصاعدًا، تم نشر العديد من التحديثات لمواصفات واجهة منصة عتاد الحاسب. بالإضافة إلى ذلك، تم إنتاج مواصفات للوصول إلى تطبيق واجهة منصة عتاد الحاسب عبر بروتوكول إدارة الشبكة البسيط (SNMP) والمواصفات التي تصف استخدام واجهة منصة عتاد الحاسب على منصات اتصالات معمارية الحاسب المتطورة [الإنجليزية] و البطاقة الفرعية المتقدمة [الإنجليزية]. يعرض الجدول التالي جميع المواصفات التي نشرها منتدى توفير الخدمات من عائلة واجهة منصة عتاد الحاسب.
| عنوان المواصفات       | تاريخ النشر     | ملاحظات |
| --------------------- | --------------- | --- |
| SAI-HPI-A.01.01       | 2 أكتوبر، 2002  | المواصفات التقليدية لـ واجهة منصة عتاد الحاسب                                                                            |
| SAI-HPI-B.01.01       | 3 مايو، 2004    | إصدار كبير إلى مواصفات واجهة منصة عتاد الحاسب التقليدية. عالجت مشاكل التنفيذ وقابلية الاستخدام في المواصفات التقليدية    |
| SAI-HPI-SNMP-B.01.01  | 3 مايو، 2004    | SNMP MIB for accessing HPI implementations                                                                               |
| SAI-HPI-B.02.01       | 18 يناير، 2006  | Minor revision to the base HPI specification. Added FUMI, DIMI and Load Management capability.                           |
| SAIM-HPI-B.01.01-ATCA | 18 يناير، 2006  | خريطة توصيل مواصفات واجهة منصة عتاد الحاسب إلى اتصالات معمارية الحاسب المتطورة                                           |
| SAI-HPI-B.03.01       | 21 أكتوبر، 2008 | Minor revision to the base HPI specification. Enhancements to FUMI; some new API functions                               |
| SAI-HPI-B.03.02       | 20 نوفمبر، 2009 | تعديل صغير إلي المواصفات التقليدية لـ واجهة منصة عتاد الحاسب                                                             |
| SAIM-HPI-B.03.02-xTCA | 19 فبراير، 2010 | Major revision to the AdvancedTCA mapping specification. Includes mapping for MicroTCA platforms as well as AdvancedTCA. |

تم العثور على التداخل الرئيسي بين مواصفات مواصفات واجهة التطبيق وواجهة منصة عتاد الحاسب في مواصفات واجهة التطبيق في خدمة إدارة المنصات (PLM). يتم تعريف خدمة خدمة إدارة المنصات مع توقع أن يتم توفير إدارة النظام الأساسي للأجهزة من خلال تنفيذ مواصفات واجهة منصات عتاد الحاسب على النظام الأساسي للعتاد الهدف.

## روابط إضافية
- موقع مُنتدي توفير الخدمات
- موقع البرنامج مفتوح المصدر